# Kevin O'Connell
Kevin O'Connell, född 27 november 1957 på Long Island, New York, är en amerikansk ljudmixare verksam vid Sony Pictures Studios.
Han har nominerats till 22 Oscar och endast vunnit den näst senaste (2016). När han blev nominerad för 18:e gången utan att vinna slog han rekord för flest nomineringar utan vinst.
Han har jobbat mest med ljudmixaren Greg P. Russell.

## Oscarsnomineringar
1. Ömhetsbevis (1983)
2. Dune (1984)
3. Silverado (1985)
4. Top Gun (1986)
5. Black Rain (1989)
6. Days of Thunder (1990)
7. På heder och samvete (1992)
8. Rött hav (1995)
9. Twister (1996)
10. The Rock (1996)
11. Con Air (1997)
12. Zorro – Den maskerade hämnaren (1998)
13. Armageddon (1998)
14. Patrioten (2000)
15. Pearl Harbor (2001)
16. Spiderman (2002)
17. Spiderman 2 (2004)
18. En geishas memoarer (2005)
19. Apocalypto (2006)
20. Transformers (2007)
21. Hacksaw Ridge (2017, vinst)